# Anton Schweitzer

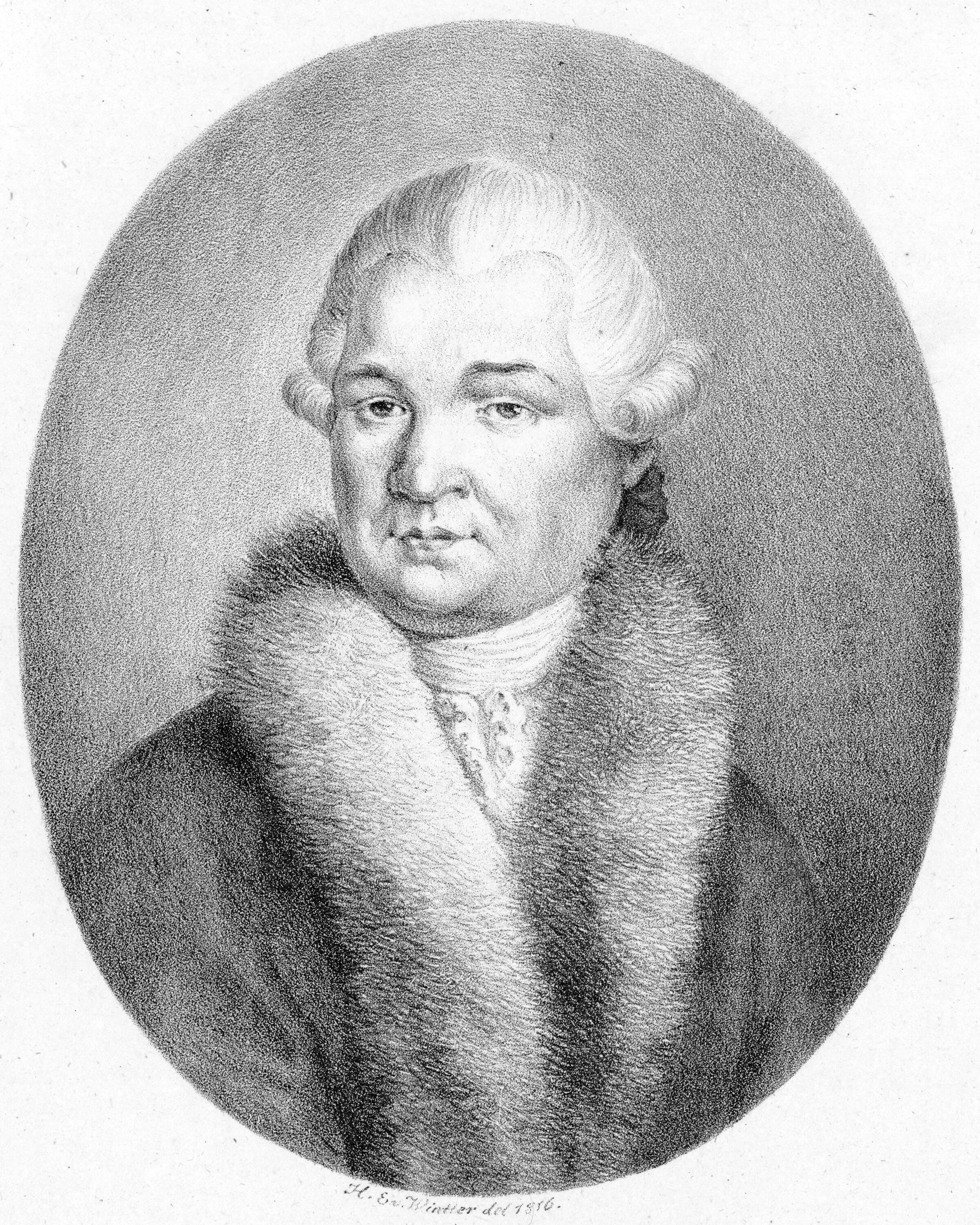
Anton Schweitzer, Stich von Heinrich Eduard Winter

Anton Schweitzer (getauft  6. Juni 1735 in Coburg; † 23. November 1787 in Gotha) war ein deutscher Komponist.

## Leben
Er war ab etwa 1745 Sängerknabe in Hildburghausen, wo er musikalisch ausgebildet wurde und später als Bratschist und Cellist in der Hofkapelle wirkte. 1758 schickte ihn sein Herzog zum weiteren Studium an den Bayreuther Hof zu Jakob Friedrich Kleinknecht. Nach Auflösung des Orchesters in Hildburghausen war er ab 1769 Kapellmeister der Theatertruppe von Abel Seyler, mit der er schließlich in Weimar engagiert wurde. Nach einem Theaterbrand in Weimar und folgender Aufhebung des Theaters 1774 siedelte er 1775 nach Gotha über, wo er Nachfolger von Georg Anton Benda als Hofkapellmeister wurde.
Er wurde vor allem als Opernkomponist bekannt. Die nach einem Libretto von Christoph Martin Wieland komponierte  Alceste wurde zu einem der Erfolgswerke im deutschsprachigen Musiktheater des späten 18. Jahrhunderts und regte eine Reihe weiterer ernster deutschsprachiger Opern an, darunter Günther von Schwarzburg (1776) von Ignaz Holzbauer auf ein Libretto von Anton von  Klein.

## Werke (Auswahl)
- Elysium (Libretto: Johann Georg Jacobi, UA 18. Januar 1770, Hoftheater Hannover)
- Die Dorfgala (Libretto: Friedrich Wilhelm Gotter UA vor dem 30. Juni 1772, Hannover)
- Aurora (Libretto: Christoph Martin Wieland, UA 24. Oktober 1772, Weimar; erstmalige Wiederaufführung nach 250 Jahren am 4. Juni 2022 mit der Staatskapelle Weimar am Nationaltheater Weimar)
- Alceste (Libretto: Christoph Martin Wieland, UA 28. Mai 1773, Hoftheater Weimar; Neu-Edition und Wiederaufführung durch die Thüringen Philharmonie Gotha-Suhl im Gothaer Ekhof-Theater 1999)
- Die Wahl des Herkules (Libretto: Christoph Martin Wieland, UA 3. September 1773, Hoftheater Weimar)
- Rosamunde (Libretto: Christoph Martin Wieland, UA 20. Januar 1780, Nationaltheater Mannheim) – Schlosstheater Schwetzingen, 20. Mai 2012

## Editionen (Auswahl)
- Anton Schweitzer: Rosamunde. Seine zweite deutsche Oper nach einem Text von Christoph Martin Wieland. hg. von Jutta Stüber, 2 Bände, ISBN 3-922626-87-4.